# Santa Elena, San Luis Potosí
Santa Elena är en ort i Mexiko.   Den ligger i kommunen Tanlajás och delstaten San Luis Potosí, i den centrala delen av landet, 250 km norr om huvudstaden Mexico City. Santa Elena ligger 135 meter över havet och antalet invånare är 625.
Terrängen runt Santa Elena är huvudsakligen platt. Santa Elena ligger uppe på en höjd. Runt Santa Elena är det ganska tätbefolkat, med 104 invånare per kvadratkilometer. Närmaste större samhälle är Tanquián de Escobedo, 9,3 km söder om Santa Elena. Trakten runt Santa Elena består till största delen av jordbruksmark.